# Qaryat Hasan Fathī

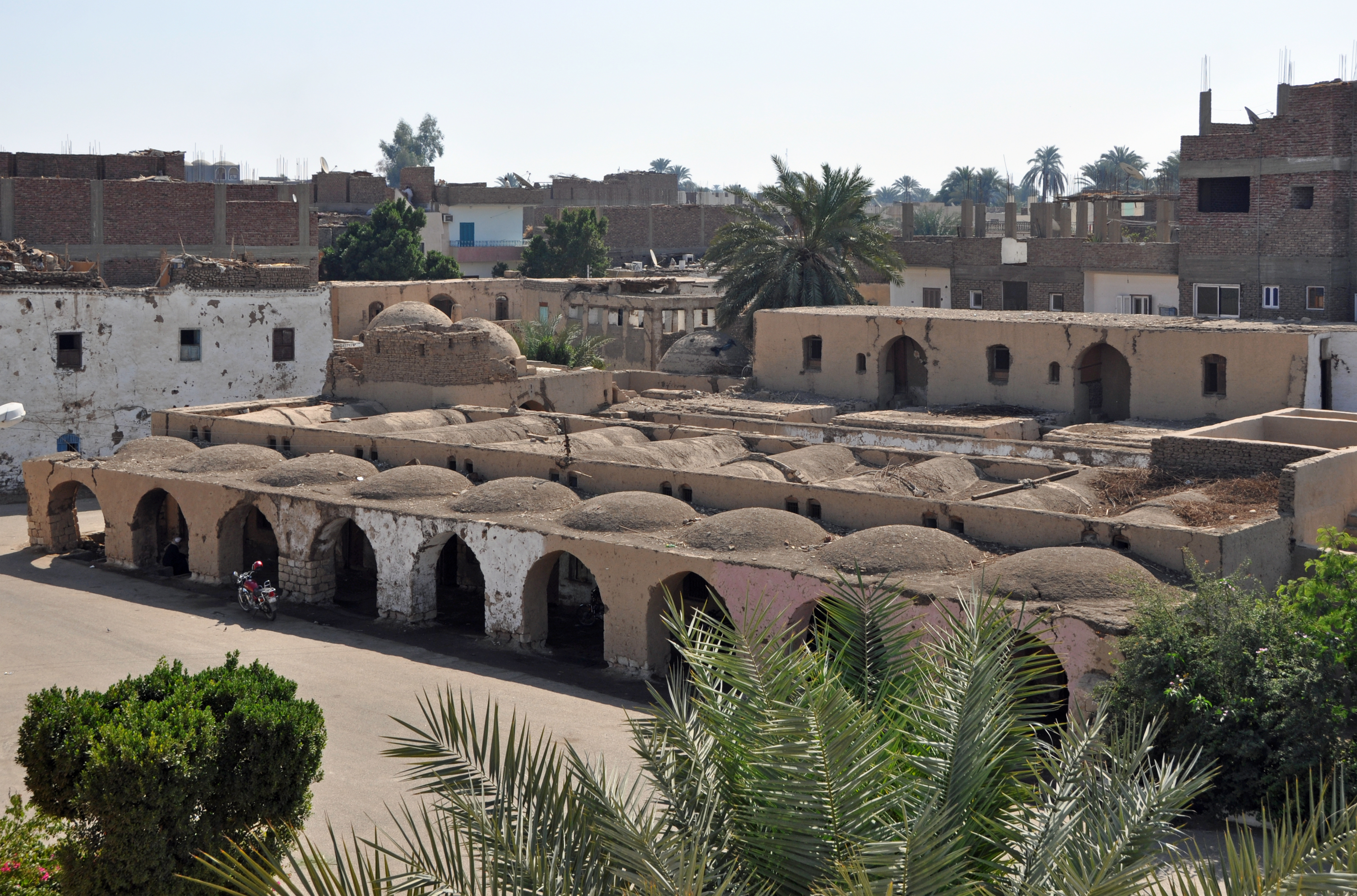
Khan im Zentrum von Neu-Gurna (2011)

Die Siedlung Qaryat Hasan Fathī (arabisch قرية حسن فتحي Qaryat Ḥasan Fatḥī ‚Hassan-Fathy-Siedlung‘), früher al-Qurna al-Dschadīda (arabisch القرنة الجديدة al-Qurna al-Ǧadīda ‚Neu-Gurna‘) ist eine Siedlung auf der Nilwestseite von Luxor. Sie wurde ab 1946 durch den ägyptischen Architekten Hassan Fathy in Auftrag der ägyptischen Antikenverwaltung gebaut. Die Siedlung ist aufgrund ihrer künstlerischen Bedeutung international bekannt.

## Geschichte
Die Siedlung wurde ursprünglich gebaut, um die Bewohner von Scheich Abd el-Qurna umzusiedeln. Grund dafür waren die Grabplünderungen, die die dortigen Einwohner durchführten, insbesondere durch direkte Tunnel von ihren Häusern zu altägyptischen Gräbern. Da sich viele Einwohner weigerten in die neue Siedlung zu ziehen, wurden die Arbeiten 1952 eingestellt und die Siedlung nicht komplett fertiggestellt. Die bis dahin vorhandenen Häuser wurden aber bezogen.
In der Siedlung gibt es eine Moschee, ein Khan und ein Theater, sowie das Privathaus von Hassan Fathy. Mittlerweile abgerissen wurden die Jungenschule, sowie die Mädchenschule und eine Handwerksschule, als auch eine Ausstellungshalle. Mittlerweile zu einem Parkplatz umgewandelt, aber erhalten, ist der Marktplatz und seine Umfassung.
Heute sind durch Abrisse nur noch etwa 60 Prozent der ursprünglichen Gebäude erhalten. 2010 war die Siedlung auf der Liste gefährdeter Kulturgüter der Organisation World Monuments Fund.
Die Siedlung darf nicht mit al-Qurna al-Dschadīda nördlich von at-Tarif verwechselt werden, welches 2006 bis 2008 errichtet wurde um die Bewohner von Scheich Abd el-Qurna endgültig umzusiedeln.

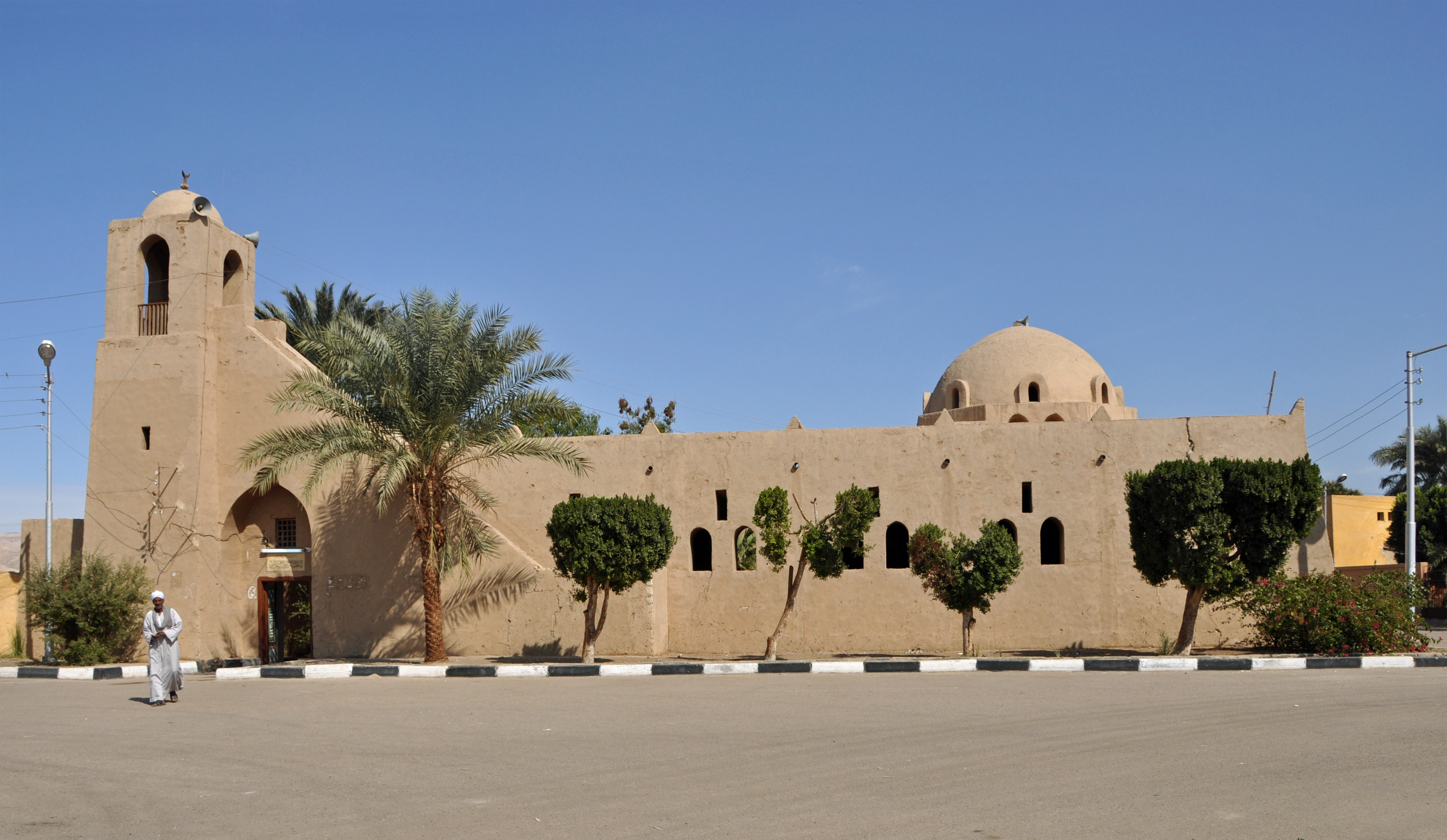
Straßenansicht der Moschee
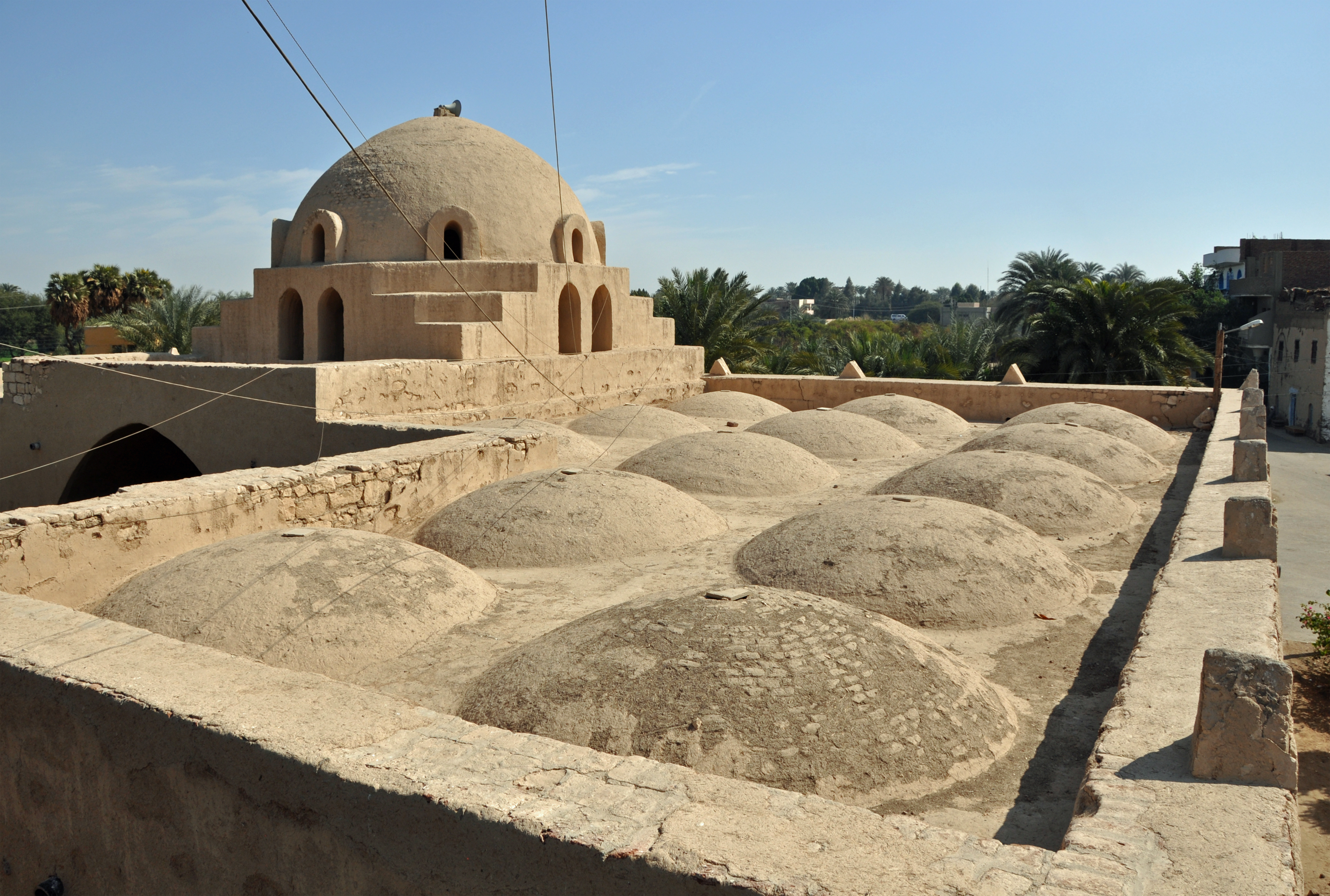
Dach der Moschee
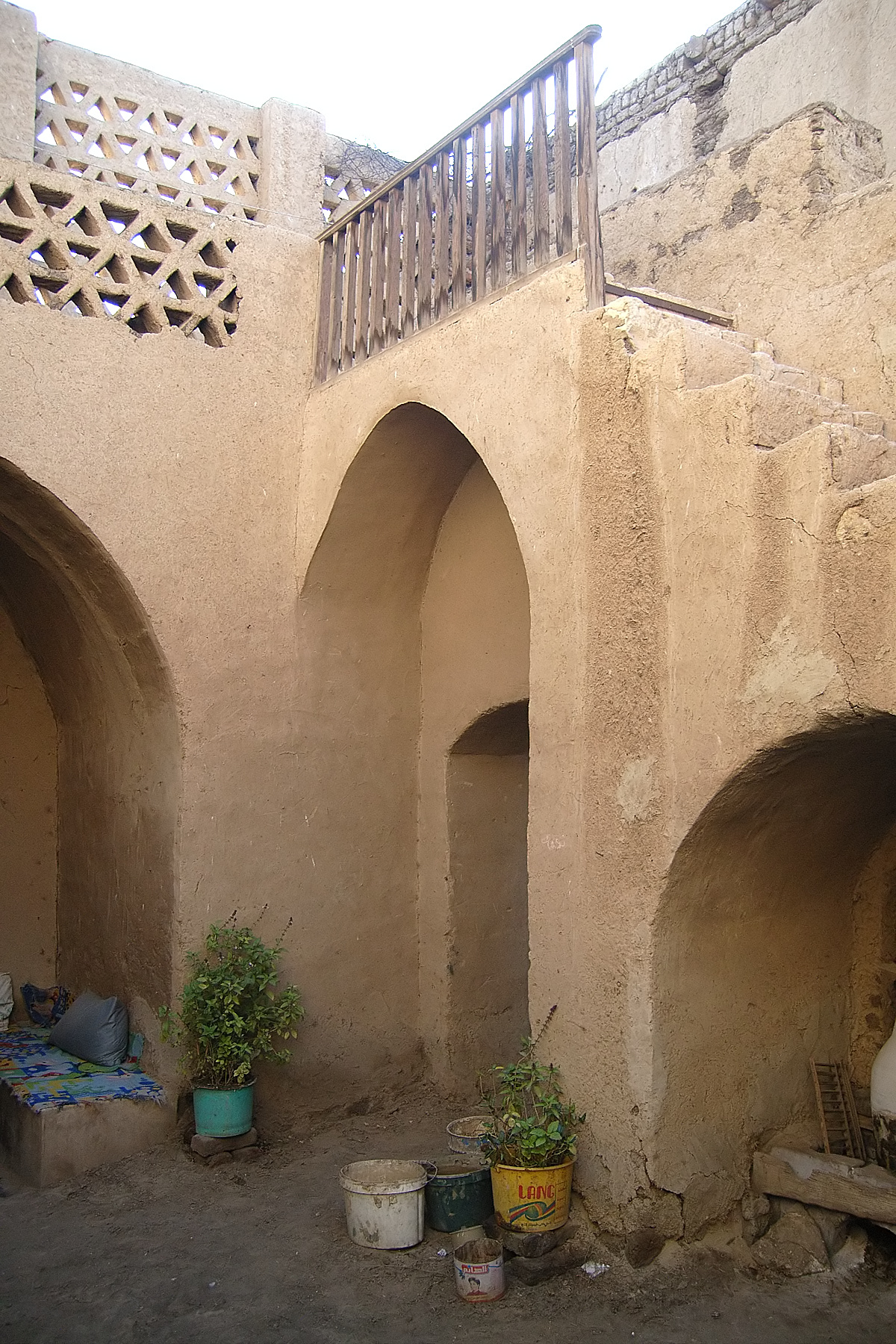
Innenhof eines Wohnhauses